# Strahov Kloster
Strahov Kloster (tjekkisk: Strahovský klášter) er et præmonstratensisk kloster grundlagt i 1143 af Jindřich Zdík, biskop Johannes af Prag og Vladislaus 2. hertug af Bøhmen. Det ligger i Strahov, i Tjekkiets hovedstad Prag.

## Historie

### Grundlæggelsen af et kloster
Efter sin pilgrimsrejse til Det Hellige Land i 1138 gik biskoppen af Olomouc, Jindřich Zdík, i gang med at grundlægge et kloster i Prag. Han havde støtte fra biskopperne i Prag og hertugen af Bøhmen Soběslav 1.  og - efter hans død - Vladimir 2. Efter Zdíks første mislykkede forsøg på at grundlægge en tjekkisk variant af Det Hellige Kors' Orden på stedet kaldet Strahov i 1140, blev der udsendt en invitation til præmonstratenserne, hvis første repræsentanter ankom fra Steinfeld i Rhindalen (nu Tyskland).
Munkene begyndte at bygge deres kloster først af træ, med en romansk basilika som centrum for alle åndelige begivenheder i Strahov. Bygningen blev gradvist færdiggjort, og opførelsen af klosterstensbygningerne fortsatte, for at erstatte de foreløbige træhuse med permanente stenbygninger. I 1258 blev klostret stærkt brandskadet og senere genopbygget.

### Under husitterkrigene
Klosteret fortsatte med at fungere indtil husitternes periode, hvor det blev angrebet og plyndret af borgerne i Prag i 1420. Bøger, religiøse artikler og inventar fra både kirke og kloster blev brændt. Selvom bygningen ikke led store skader ud fra et arkitektonisk synspunkt, tog det lang tid for klostret at komme sig.
Under hussitterkrigene, årene med George af Poděbradys regeringstid og tiden frem til slutningen af det 16. århundrede var Strahov relativt uddøende. Forsøg  på at forny det oprindelige kloster og dets religiøse liv, blev gjort af forskellige embedsmænd,  men det lykkedes ikke.
Det var først ved abbeden Jan Lohelius' ankomst, at der kom en drejning. Denne gejstlige, oprindeligt fra Teplá Abbey, blev abbed af Strahov i 1586, og alle hans evner var viet til fornyelsen af Strahov. Han forsøgte at hæve det åndelige liv i klostret, og som visitatorkredsløb af den præmonstratensiske orden som helhed i Bøhmen viede han også opmærksomheden på tingenes materielle aspekt. Han rekonstruerede kirken, fornyede klosterbygningerne, etablerede værksteder, byggede et nyt kollegium og refektorium og lod klosterhaverne nyanlægge. Han genvandt mange af klosterets godser for at opbygge klosterets materielle grundlag og skaffe midler til institutionens vedligeholdelse og videreudvikling. Takket være hans utrættelige aktivitet kunne der i 1594 - kun otte år efter Lohelius' udnævnelse - endnu en gang bo et fællesskab af munke på tolv medlemmer i klostret.

### Under Trediveårskrigen
I 1612 blev Jan Lohelius ærkebiskop af Prag, og hans arbejde i Strahov blev derefter videreført af den nye abbed, Kašpar Questenberg. Han fortsatte i det arbejde, som Lohelius startede, og færdiggjorde de nedre klostre og prælatur og opførte endda en ny bygning i form af St. Elizabeths Hospital, ligesom han tilføjede udhuse og et bryggeri. Desuden grundlagde han Norbertine-seminaret i Nové Město, som var beregnet til teologiske studier af medlemmer af ordenen. Alt dette blev opnået under Trediveårskrigen, hvor Kašpar Questenberg selv blev tvunget til at flygte fra Prag på grund af volden. Det økonomiske regnskab for udgifterne til hans byggeaktiviteter beløb sig til omkring 100.000 Joachimsthaler, hvilket på det tidspunkt var en meget stor sum for ethvert byggearbejde. I denne henseende var Kašpar Questenbergs udgifter sammenlignelige med sådanne bygherrer som hans samtidige Albrecht von Wallenstein.
En af de største begivenheder i den præmonstratensiske ordens historie var overførslen af resterne af Norbert af Xanten, ordenens grundlægger, fra Magdeburg. Genbisættelsen fandt sted under Questenbergs abbat. Dette skete i 1627, og siden har resterne af den hellige grundlægger ligget til ro i klosterkirken. I Questenbergs tid stod kirken for helgenen Rochus af Montpellier også færdig. Oprindeligt var det en votivkirke, hvis opførelse  blev startet af Rudolf 2.  i 1602 som et udtryk for tak for afslutningen på pesten i 1599. Kirken stod færdig  i 1630.
Da Kašpar Questenberg døde i 1640 var hans efterfølger Kryšpin Fuk, som fortsatte i sit arbejde. Desuden opnåede han berømmelse for sig selv gennem sin deltagelse i at gøre Moldau sejlbar i sektoren kaldet Sankt John's Rapids (Svatojánské proudy). I denne periode blev klostret plyndret af tropper fra det svenske imperium mod slutningen af Trediveårskrigen. Kirken og biblioteket blev plyndret. Efter at svenskernes forlod området fik Kryšpin Fuk det beskadigede kloster repareret igen, og hans arbejde blev videreført af abbederne Ameluxen, Sutor og Franck. Sidstnævnte fik prælaturen rekonstrueret og bygget et nyt St. Elizabeths Hospital, fordi det oprindelige, bygget af Kašpar Questenberg, blev revet ned under opførelsen af barokke befæstninger i Prag.

### Den Teologiske Sal
I 1670 blev Jeroným Hirnheim, en filosof og teolog, abbed af Strahov. Hans største værk, som har overlevet til i dag, var bygningen af et nyt bibliotek i den såkaldte teologiske sal (Teologický sál), der blev færdig i 1679. I løbet af det 17. og det tidlige 18. århundrede fortsatte andre abbeder i genopbygningen af klostret. De passede også kirken, som blev repareret og udsmykket flere gange i den givne periode. Klosteret oplevede anden betydelig byggeaktivitet,  efter angrebene fra  franske og bayerske tropper i 1742, da Prag blev bombarderet og alvorligt beskadiget. Abbeden organiserede derefter genopførelsen af kirken og klosterområdet.
Efter 1950 blev biblioteket indlemmet i Memorial of National Literature. Efter begivenhederne i 1989 blev biblioteket, sammen med klostret, givet tilbage til præmonstratenserne. Inden for biblioteket er der også åbent en læsesal. Strahov-biblioteket indeholder over 200.000 bind, herunder over 3.000 manuskripter og 1.500 førstetryk gemt i et særligt depot.

### Den Filosofiske Sal
I 1779 besatte Václav Mayer abbedens trone og var den sidste til at udføre store byggeaktiviteter. Hans mest fremragende arbejde var bygningen af det nye bibliotek, nu i klassisk stil. I dag kaldes den Filosofisk Sal (Filosofiký sál). Dette arbejde bragte den omfattende byggeaktivitet ved Strahov Kloster til ophør, og de følgende generationer af abbeder viede deres opmærksomhed udelukkende til mindre arkitektoniske reparationer, alt sammen under indflydelse af moderne mode, og til vedligeholdelse af området som helhed.
Klosteret overlevede på denne måde indtil 1950, hvor det blev overtaget af det kommunistiske regime, de religiøse blev interneret og ansat i civil beskæftigelse, meget få af dem kunne arbejde i den gejstlige administration som stiftspræster. Klosteret blev udsat for grundig arkæologisk forskning og omdannet til mindesmærket for nationallitteratur. I løbet af den nævnte arkæologiske forskning blev den for længst glemte romanske form af klostret afsløret og rekonstrueret på en følsom måde.

### Efter Fløjlsrevolutionen
Efter det kommunistiske styres fald i 1989 blev klostret tilbageført til den præmonstratensiske orden, som begyndte at realisere en kostbar genopbygning af bygningen. I 1994 var kirken blevet restaureret, et nyt teknisk netværk bygget, Strahov-billedgalleriet nybygget og Strahov-biblioteket fornyet. Andre arkitektoniske restaureringer blev også udført.

## Galleri
- Jan af Šelmberk's bibel fra 1440,udstillet i  Strahov Klosters bibliotek
- St. Rochus kirke
- Løve holder Tjekkoslovakiets  våben
- Medvedev i Strahov Klosters bibliotek (2011)
- Medalje til minde om flytningen af Norberts lig til Prag i 1627
- Udsigt fra  Strahov KLoster